# Dmitrij Meskhijev
Dmitrij Meskhijev (russisk: Дми́трий Дми́триевич Ме́схиев) (født 31. oktober 1963 i Sankt Petersborg i Sovjetunionen) er en russisk filminstruktør.

## Filmografi
- Tsiniki (Циники, 1991)[1][2]
- Nad tjomnoj vodoj (Над тёмной водой, 1992)
- Amerikanka (Американка, 1997)
- Zjenskaja sobstvennost (Женская собственность, 1999)
- Mekhanitjeskaja sjuita (Механическая сюита, 2001)
- Osobennosti natsionalnoj politiki (Особенности национальной политики, 2003)
- Svoi (Свои, 2004)
- Bataljon (Батальонъ, 2015)